# Internationaal Wegcriterium 2006
Het Internationaal Wegcriterium 2006 (Frans: Critérium International 2006) was een wielerwedstrijd die werd gehouden van 25 maart tot en met 26 maart in Frankrijk. De koers maakte deel uit van de UCI Europe Tour 2006.

## Etappe-overzicht
| etappe | datum    | start                | eindstreep           | afstand | winnaar               | klassementsleider |
| ------ | -------- | -------------------- | -------------------- | ------- | --------------------- | ----------------- |
| 1e     | 25 maart | Sedan                | Charleville-Mézières | 192 km  | Erik Dekker           | Erik Dekker       |
| 2e (A) | 26 maart | Les Vieilles-Forges  | Monthermé            | 101 km  | Ivan Basso            | Ivan Basso        |
| 2e (B) | 26 maart | Charleville-Mézières | Charleville-Mézières | 8,3 km  | José Alberto Martinez | Ivan Basso        |

## Etappe-uitslagen

### 1e etappe
| rang | renner              | land      | tijd       |
| ---- | ------------------- | --------- | ---------- |
| 1    | Erik Dekker         | Nederland | 4h 29' 02" |
| 2    | Ivan Basso          | Italië    | + 0' 00"   |
| 3    | Andrij Grivko       | Oekraïne  | + 0' 02"   |
| 4    | José Iván Gutiérrez | Spanje    | + 0' 10"   |
| 5    | Pieter Weening      | Nederland | + 0' 10"   |
| 6    | Constantino Zaballa | Spanje    | + 0' 10"   |
| 7    | Ronny Scholz        | Duitsland | + 0' 10"   |
| 8    | Bradley McGee       | Australië | + 0' 10"   |
| 9    | Igor Astarloa       | Spanje    | + 0' 10"   |
| 10   | Koos Moerenhout     | Nederland | + 1' 14"   |

### 2e etappe deel A
| rang | renner                | land        | tijd       |
| ---- | --------------------- | ----------- | ---------- |
| 1    | Ivan Basso            | Italië      | 2h 37' 45" |
| 2    | Aleksandr Botsjarov   | Rusland     | + 0' 00"   |
| 3    | Juan Carlos Domínguez | Spanje      | + 0' 00"   |
| 4    | Erik Dekker           | Nederland   | + 0' 15"   |
| 5    | Alexandre Moos        | Zwitserland | + 1' 02"   |
| 6    | Jérôme Pineau         | Frankrijk   | + 1' 02"   |
| 7    | Fränk Schleck         | Luxemburg   | + 1' 02"   |
| 8    | José Iván Gutiérrez   | Spanje      | + 1' 02"   |
| 9    | Pieter Weening        | Nederland   | + 1' 02"   |
| 10   | Sébastien Joly        | Frankrijk   | + 1' 02"   |

### 2e etappe deel B
| rang | renner                | land       | tijd     |
| ---- | --------------------- | ---------- | -------- |
| 1    | José Alberto Martinez | Spanje     | 10' 08"  |
| 2    | Ivan Basso            | Italië     | + 0' 01" |
| 3    | Andrij Grivko         | Oekraïne   | + 0' 04" |
| 4    | José Iván Gutiérrez   | Spanje     | + 0' 06" |
| 5    | Andrej Kasjetsjkin    | Kazachstan | + 0' 09" |
| 6    | Jens Voigt            | Duitsland  | + 0' 10" |
| 7    | Fränk Schleck         | Luxemburg  | + 0' 13" |
| 8    | Alberto Contador      | Spanje     | + 0' 14" |
| 9    | Ronny Scholz          | Duitsland  | + 0' 15" |
| 10   | Jérôme Pineau         | Frankrijk  | + 0' 16" |

## Eindklassementen
| Plaats    | Naam                | Ploeg               | Tijd      |
| --------- | ------------------- | ------------------- | --------- |
| Gele trui | Ivan Basso          | Team CSC            | 07u17'03" |
| 2         | Erik Dekker         | Rabobank            | +00' 27"  |
| 3         | Andrij Grivko       | Team Milram         | +01' 08"  |
| 4         | José Iván Gutiérrez | Caisse d'Epargne-IB | +01' 22"  |
| 5         | Ronny Scholz        | Team Gerolsteiner   | +01' 31"  |
| 6         | Igor Astarloa       | Team Barloworld     | +01' 32"  |
| 7         | Constantino Zaballa | Caisse d'Epargne-IB | +01' 53"  |
| 8         | Pieter Weening      | Rabobank            | +01' 58"  |
| 9         | Juan Domínguez      | Unibet.com          | +02' 04"  |
| 10        | Aleksandr Botsjarov | Crédit Agricole     | +02' 19"  |
|           |                     |                     |           |
| 26        | Rik Verbrugghe      | Cofidis             | +07' 44"  |

| Plaats      | Naam          | Ploeg       | Punten |
| ----------- | ------------- | ----------- | ------ |
| Groene trui | Ivan Basso    | Team CSC    | 39     |
| 2           | Erik Dekker   | Rabobank    | 23     |
| 3           | Andrij Grivko | Team Milram | 20     |

| Plaats        | Naam               | Ploeg                 | Punten |
| ------------- | ------------------ | --------------------- | ------ |
| Bolletjestrui | David López García | Euskaltel-Euskadi     | 36     |
| 2             | Alberto Contador   | Liberty Seguros-Würth | 12     |
| 3             | Ivan Basso         | Team CSC              | 10     |

| Plaats     | Naam           | Ploeg         | Tijd      |
| ---------- | -------------- | ------------- | --------- |
| Witte trui | Andrij Grivko  | Team Milram   | 07h18'11" |
| 2          | Pieter Weening | Rabobank      | + 00' 50" |
| 3          | Bernhard Kohl  | T-Mobile Team | + 02' 14" |

| Plaats | Ploeg                          | Tijd      |
| ------ | ------------------------------ | --------- |
|        | Agritubel                      | 22u00'53" |
| 2      | Rabobank                       | +00' 32"  |
| 3      | Caisse d'Epargne-Illes Balears | +01' 19"  |

1932 · 1933 · 1934 · 1935 · 1936 · 1937 · 1938 · 1939 · 1940 · 1941 (bezet + vrij) · 1942 (bezet + vrij) · 1943 (bezet + vrij) · 1944 · 1945 · 1946 · 1947 · 1948 · 1949 · 1950 · 1951 · 1952 · 1953 · 1954 · 1955 · 1956 · 1957 · 1958 · 1959 · 1960 · 1961 · 1962 · 1963 · 1964 · 1965 · 1966 · 1967 · 1968 · 1969 · 1970 · 1971 · 1972 · 1973 · 1974 · 1975 · 1976 · 1977 · 1978 · 1979 · 1980 · 1981 · 1982 · 1983 · 1984 · 1985 · 1986 · 1987 · 1988 · 1989 · 1990 · 1991 · 1992 · 1993 · 1994 · 1995 · 1996 · 1997 · 1998 · 1999 · 2000 · 2001 · 2002 · 2003 · 2004 · 2005 · 2006 · 2007 · 2008 · 2009 · 2010 · 2011 · 2012 · 2013 · 2014 · 2015 · 2016